# NGC 2045
NGC 2045 je zvijezda u zviježđu Biku. 

## Vanjske poveznice
- SEDS: NGC 2045